# Forever Love
Forever Love – czternasty singel południowokoreańskiego zespołu TVXQ, wydany w Japonii 14 listopada 2007 roku przez Rhythm Zone. Został wydany w trzech edycjach: limitowanej CD+DVD, regularnej CD i „Fan Club Members Only”. Osiągnął 4 pozycję w rankingu Oricon i pozostał na liście przez 6 tygodni, sprzedał się w nakładzie 50 781 egzemplarzy w Japonii i 9494 w Korei Południowej.

## Lista utworów

### CD
| CD | CD                                                             | CD                                 | CD            | CD                   | CD      |
| Nr | Tytuł utworu                                                   | Tekst                              | Kompozycja    | Aranżacja            | Długość |
| -- | -------------------------------------------------------------- | ---------------------------------- | ------------- | -------------------- | ------- |
| 1. | „Forever Love”                                                 | Ryōji Sonoda                       | Ichirō Fujiya | Jin Nakamura         | 5:57    |
| 2. | „Day Moon ~Harudal~” (jap. Day Moon 〜ハルダル〜)              | H.U.B. (jap.), Kim Jung-bae (kor.) | Kenzie        | Kenzie               | 3:57    |
| 3. | „Forever Love” (a cappella version)                            | Ryōji Sonoda                       | Ichirō Fujiya | Shin'ichirō Murayama | 2:57    |
| 4. | „Forever Love” (Less Vocal)                                    |                                    | Ichirō Fujiya | Jin Nakamura         | 5:57    |
| 5. | „Day Moon ~Harudal~” (jap. Day Moon 〜ハルダル〜) (Less Vocal) |                                    | Kenzie        | Kenzie               | 3:57    |

### CD+DVD
| CD | CD                                                             | CD                                 | CD            | CD           | CD      |
| Nr | Tytuł utworu                                                   | Tekst                              | Kompozycja    | Aranżacja    | Długość |
| -- | -------------------------------------------------------------- | ---------------------------------- | ------------- | ------------ | ------- |
| 1. | „Forever Love”                                                 | Ryōji Sonoda                       | Ichirō Fujiya | Jin Nakamura | 5:57    |
| 2. | „Day Moon ~Harudal~” (jap. Day Moon 〜ハルダル〜)              | H.U.B. (jap.), Kim Jung-bae (kor.) | Kenzie        | Kenzie       | 3:57    |
| 3. | „Forever Love” (Less Vocal)                                    |                                    | Ichirō Fujiya | Jin Nakamura | 5:57    |
| 4. | „Day Moon ~Harudal~” (jap. Day Moon 〜ハルダル〜) (Less Vocal) |                                    | Kenzie        | Kenzie       | 3:57    |

| DVD | DVD                         | DVD     |
| Nr  | Tytuł utworu                | Długość |
| --- | --------------------------- | ------- |
| 1.  | „Forever Love” (Video Clip) |         |
| 2.  | „Off Shot Movie”            |         |